# John Otho Chapman
Pour les articles homonymes, voir John Chapman et Chapman.
John Otho "Jack" Chapman  (19 août 1931-6 mars 2011) est un homme politique provincial canadien de la Saskatchewan. Il représente la circonscription d'Estevan à titre de député du Nouveau Parti démocratique à partir d'une élection partielle en 1980 jusqu'en 1982.

## Biographie
Né à Estevan en Saskatchewan, il travaille durant 35 ans comme ingénieur pour SaskPower et contremaître. Il siège également au conseil d'administration du Luther College (en) de Regina.
À la suite de la démission du député progressiste-conservateur Robert Austin Larter pour raison de santé en 1980, il défait le candidat Grant Devine. Devine prend sa revanche lors de l'élection générale de 1982.